# Regione di Trarza
La regione di Trarza (in arabo: ولاية الترارزة) è una regione (wilaya) della Mauritania con capoluogo Rosso.
La regione è suddivisa in 6 dipartimenti (moughataas):
- Boutilimit
- Keurmacen
- Mederdra
- Ouad Naga
- R'Kiz
- Rosso

Il distretto di Nouakchott è geograficamente incluso in questa regione.